# Musée du quai Branly
A Musée du quai Branly a franciaországi Párizsban található múzeumot a francia építész, Jean Nouvel tervezte, hogy bemutassa Afrika, Ázsia, Óceánia és Amerika őshonos művészetét és kultúráját. A múzeum gyűjteménye több mint egymillió tárgyat (néprajzi tárgyakat, fényképeket, dokumentumokat stb.) tartalmaz, amelyek közül 3500 bármikor megtekinthető állandó vagy időszakos tematikus kiállításokon.
A múzeum tárgyainak egy részét a Louvre Pavillon des Sessions is kiállítja.